# اوگاساوارا-ریو

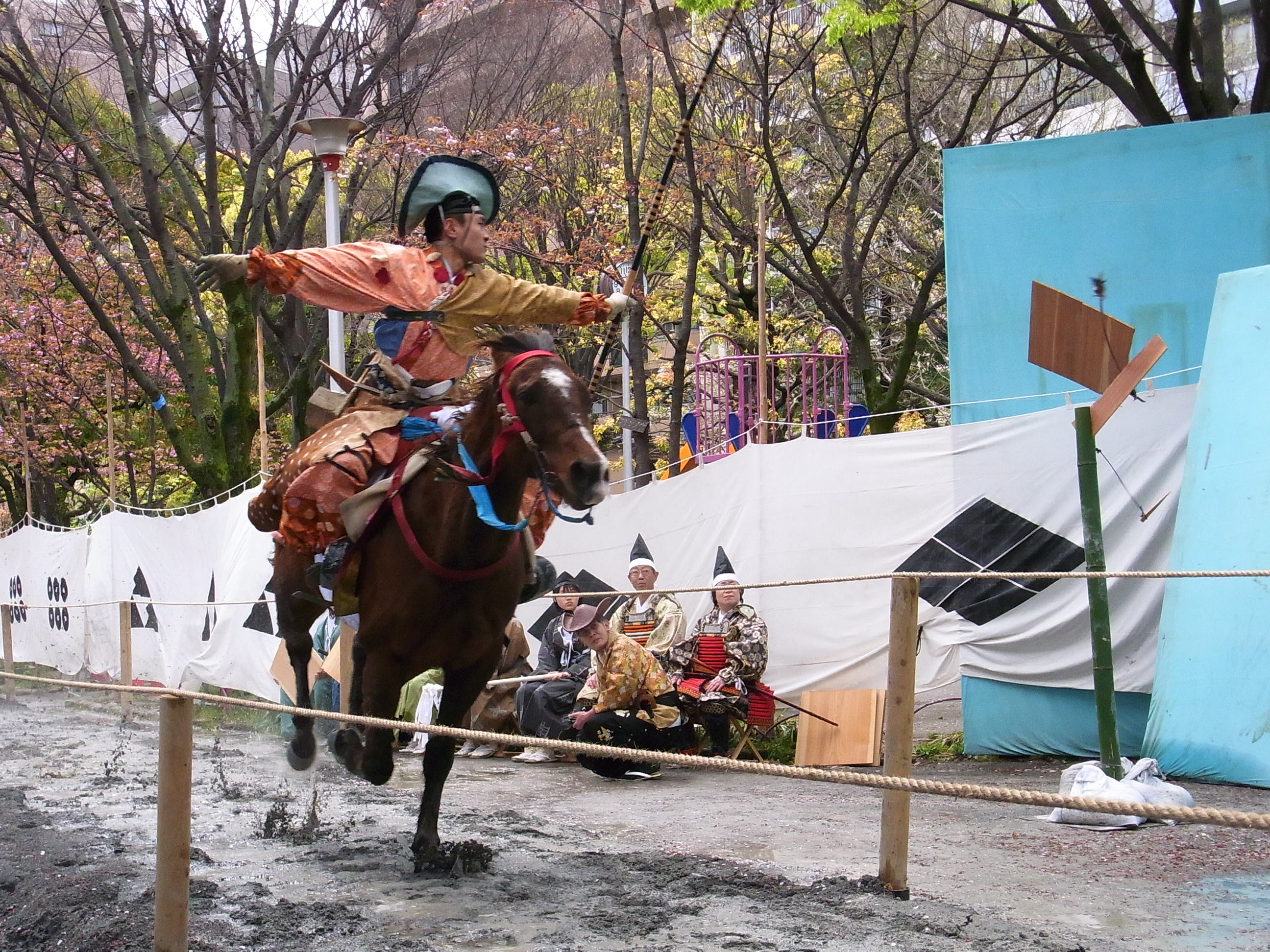
نمایی از یک اوگاساوارا-ریو

اوگاساوارا-ریو (به ژاپنی: (小笠原流 Ogasawara-ryū) یک نظام هنرهای رزمی و آداب معاشرت سنتی است که توسط خاندان اوگاساوارا رسم شده و نسل اندر نسل منتقل شده‌است.